# Anisodes flavicornis
Anisodes flavicornis là một loài bướm đêm trong họ Geometridae.